# Kompo
LLC „Kompo” – przedsiębiorstwo produkujące sprzęt do przetwarzania mięsa i dla przemysłu mlecznego. Centrala znajduje się w Brześciu na Białorusi.

## Historia
Firma została założona w 1991 roku przez Michaiła Belousova.
W latach firma rozszerzyła:
1993 – Wydanie zaworów elektromagnetycznych do odłączenia dopływu płynnego paliwa do gotowania urządzeń kotłów ostatkowych;
1996 – Wygląd nowego produktu – Clipper do zatykania produktów kiełbasowych, sera, produktów wklejskich i mięsa półfabrykaty w muszlach i pakietach;
1996-2006 r. – Opracowanie dokumentacji projektowej i produkcji 22 modyfikacji klipów;
2003-2007 r. – Opanowanie nowych technologii Sprzęt do produkcji produktów kiełbasy, pracować z mięsem mielonym, produktami piekarniczymi, a także urządzeniami do znakowania, mycia pojemników itp.
W ciągu najbliższych kilku lat uczestniczyliśmy w międzynarodowych wystawach sprzętu dla przemysłu spożywczego w Kijowie (Ukraina), Moskwa (Rosja), Frankfurt (Niemcy).

## Nazwa
Nazwa złożonego z 2 słów „Materiały kompozytowe”, ponieważ firma rozpoczęła działania na produkcję tworzyw sztucznych części zamiennych do przemysłu tkactwa dywanowego.

## Działalność
Firma zajmowała się produkcją okien plastikowych i metalowych, płyt warstwowych i nie tylko. Obecnie koncentruje się na produkcji urządzeń dla przemysłu mięsnego i mleczarskiego w systemie Kaizen.
Produkty Kompo posiadają oznakowanie CE oraz certyfikaty zgodności z wymaganiami Dyrektyw Bezpieczeństwa UE, oraz ISO 9001-2015.
Kompo zajmuje się rozwojem centrum edukacyjno-rozrywkowego „Polanka”, pomaga internatowi w Żabince i liceum w Brześciu.